# 乌塞拉区

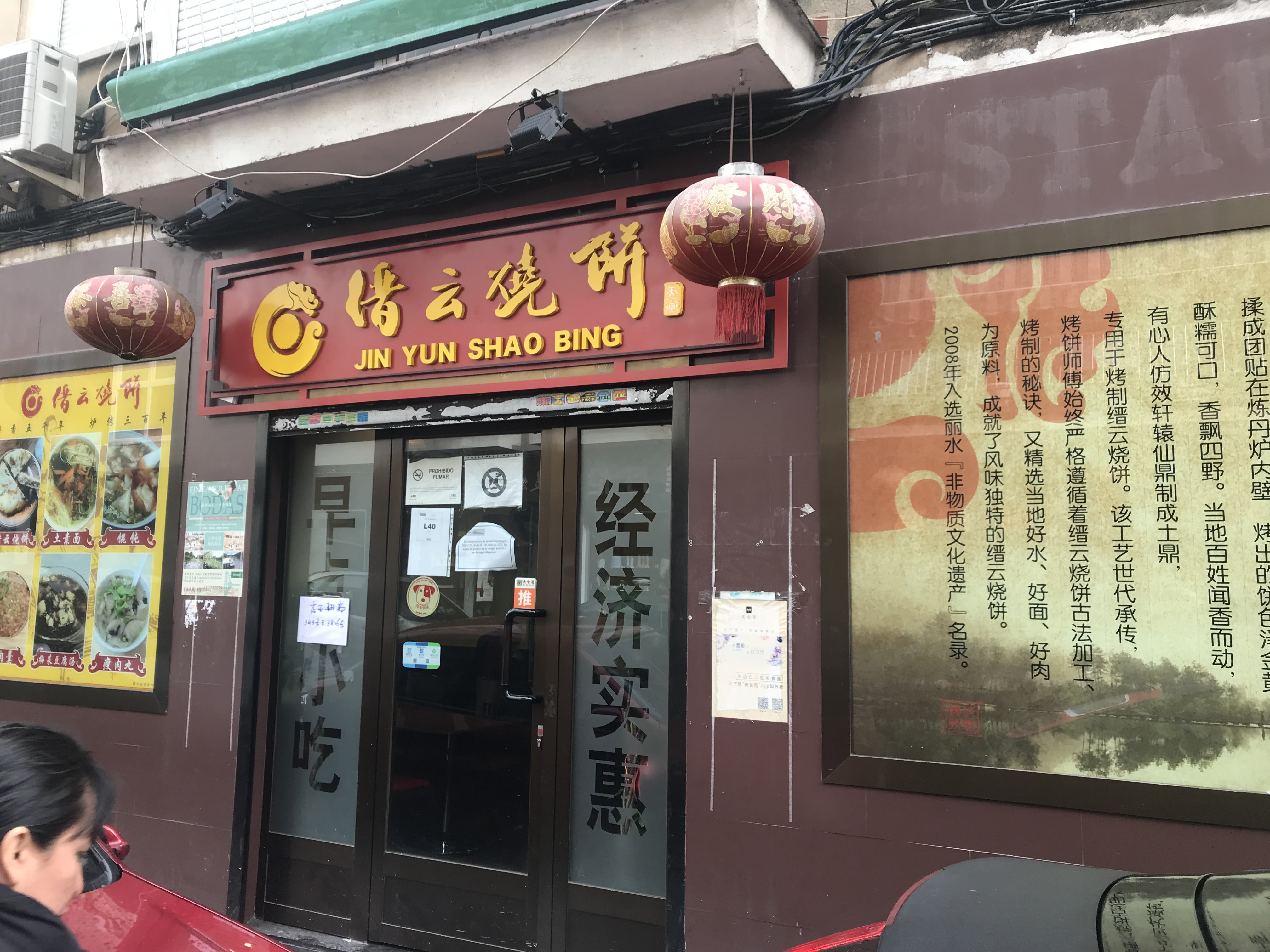
乌塞拉區街头的一家缙云烧饼餐馆

乌塞拉（西班牙語：Usera）是西班牙首都馬德里下轄的21個區之一。乌塞拉區下分為7個里。在1940年代至1950年代之間的政區重劃之前，現在的乌塞拉區只有部分地區屬於馬德里。乌塞拉區設立於1987年，區名取自於區北部的地名，人口15万人口，其中来自南美人居多，其次摩洛哥人、中国人、吉卜赛人的移民占5万左右。1990年起该区因基础设施老旧而不断衰落。1990年代末来自中国的新移民开始于该区聚居，乌塞拉逐渐成为马德里的中国城。目前该区华人华侨人口近1万，占马德里大区华人华侨人口总数的四分之一。